# Wikipédia en anglais
Wikipédia en anglais (en anglais : English Wikipedia) est l'édition de Wikipédia en langue anglaise. Première édition de Wikipédia dans l'ordre chronologique, elle est lancée le 15 janvier 2001. Son code est : en.
Au 21 mars 2025, l'édition en anglais contient 6 969 618 articles et compte 48 881 115 contributeurs, dont 125 967 contributeurs actifs et 848 administrateurs.
L'encyclopédie en anglais a été lancée le 15 janvier 2001 et a atteint trois millions d'articles en août 2009. Elle est depuis sa création la plus importante édition de Wikipédia par le nombre d'articles. Elle comptait pour environ 52 % de tous les articles en 2003, mais sa part relative par rapport aux autres éditions a depuis diminué à cause de la croissance des versions dans les autres langues,.
Comme toutes les versions de Wikipédia, elle est consultable sous forme de wiki sous le nom de domaine wikipedia.org — plus précisément à l'adresse en.wikipedia.org —, propriété de la Wikimedia Foundation, où elle est en grande partie modifiable par la plupart de ses lecteurs. Il existe plusieurs autres moyens de la consulter, tels que des sites web miroirs, des applications pour smartphone ou un appareil électronique dédié. En 2015, elle compte 5 millions d'articles pour un volume de 3 milliards de mots ; en 2022, elle atteint 6,5 millions d'articles.

## Première édition
Wikipédia en anglais a été la première édition de Wikipédia à apparaître et est restée depuis sa création la plus importante. En conséquence, de nombreuses conventions, règles et caractéristiques établies par cette édition ont par la suite été reprises par les autres éditions de Wikipédia. C'est notamment le cas des articles de qualité, de la neutralité de point de vue, des modèles de navigation, de la catégorisation des articles à l'état d'ébauche, du recours à la médiation et à l'arbitrage pour résoudre les conflits entre participants, et enfin des travaux collaboratifs hebdomadaires.
Les participants les plus actifs au sein de la Wikimedia Foundation, ainsi que les développeurs de MediaWiki, le logiciel qui fait tourner Wikipédia, sont pour bon nombre également présents sur la version de Wikipédia en langue anglaise.

## Influence et notoriété

### Contributeurs et volumétrie

Les pays où Wikipédia en anglais est la plus populaire apparaissent en rouge.

Wikipédia en anglais atteint quatre millions d'utilisateurs enregistrés le 1er avril 2007 contre un million d'utilisateurs enregistrés en fin de février 2006.
Plus de 250 000 nouveaux comptes sont mensuellement créés, et ce nombre s'agrandit. Plus de 300 000 contributeurs ont fait plus de dix modifications à Wikipédia. Approximativement le même nombre, 300 000 contributeurs, y font des modifications mensuellement ; en dehors de ceux-là, environ 50 000 contribuent plus de cinq fois par mois et 5 000 font plus de cent modifications.
En tant que plus grande édition de Wikipédia, et du fait que l'anglais est la langue la plus largement utilisée dans le monde connecté à Internet, Wikipédia en anglais recense un très grand nombre d'utilisateurs dont la langue maternelle n'est pas l'anglais. Ces utilisateurs cherchent des informations sur Wikipédia en anglais plutôt que sur la Wikipédia de leur langue maternelle car ils estiment qu'elle contient beaucoup plus d'informations. De grandes collaborations ont été faites entre les utilisateurs dont la langue maternelle n'est pas l'anglais qui ajoutent des articles et les utilisateurs dont la langue maternelle est l'anglais.
En août 2010, la volumétrie de Wikipédia en anglais, exprimée en équivalent papier, était d'environ 2 647 volumes de texte représentant chacun à peu près six millions de caractères, soit environ seize milliards de caractères.
Au 20 septembre 2022, l'édition en anglais contient 6 552 965 articles et compte 119 692 contributeurs actifs (contributeurs ayant réalisé au moins une action sur les 30 derniers jours) dont 1 031 administrateurs.

## Critiques
Parmi les problèmes vécus par Wikipédia en anglais, il est question de savoir quelle variante régionale de l'anglais adopter, les options étant l'anglais américain, l'anglais britannique ou encore l'anglais international. Elle a pour politique d'autoriser toute variante de l'anglais dans un article, à condition que plusieurs variantes ne soient pas utilisées au sein du même article. En d'autres termes, si l'auteur initial emploie, par exemple, l'anglais britannique, les autres contributeurs devront eux aussi employer l'anglais britannique.
En 2014, une étude américaine de l'université Campbell estime que 90 % des articles médicaux de Wikipédia en anglais contiendraient des inexactitudes.

## Blocage du site en janvier 2012
Les contributeurs à Wikipédia anglophone décident la fermeture de leur édition, le 18 janvier 2012 à 5 h (UTC) pendant 24 heures. Ils rejoignent ainsi les divers mouvements de protestation contre deux projets de loi examinés au Congrès américain : Stop Online Piracy Act (SOPA) et PROTECT IP Act (PIPA). C'est la première fois que Wikipédia en anglais prend part à un mouvement de protestation. Sue Gardner, directrice générale de la Wikimedia Foundation, avance que le projet opère sur le fondement de la législation américaine, et qu'il est donc légitime pour la communauté de prendre position sur des projets de loi jugés mal conçus et liberticides, aptes selon elle à « endommager sérieusement un Internet libre et ouvert, dont Wikipédia ». Cette décision fait suite à un acte de protestation similaire par Wikipédia en italien en octobre 2011, pour des raisons comparables.
Cette même journée, les versions allemande, espagnole, japonaise, chinoise, suédoise, néerlandaise, russe, arabe, portugaise, polonaise, catalanne, norvégienne, coréenne, et turque, entre autres, affiche un bandeau, tandis que la version italienne redirige ses lecteurs vers une page exprimant leur soutien pour l'initiative anglophone. Parmi les quinze plus grandes communautés wikipédiennes, seules la francophone et la finnophone ne s'associent pas à ce mouvement.

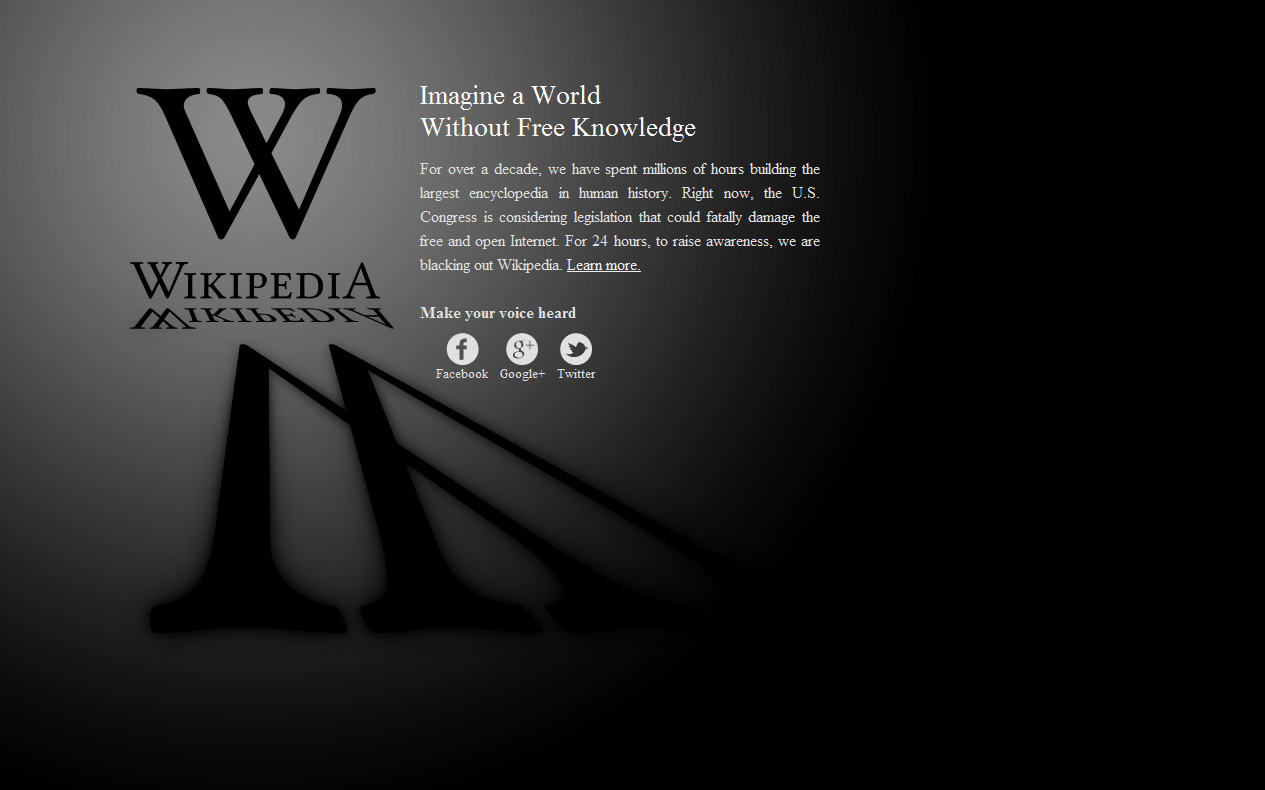
La page de Wikipédia en anglais le 18 janvier 2012, illustrant son blackout international en opposition au SOPA et PIPA.
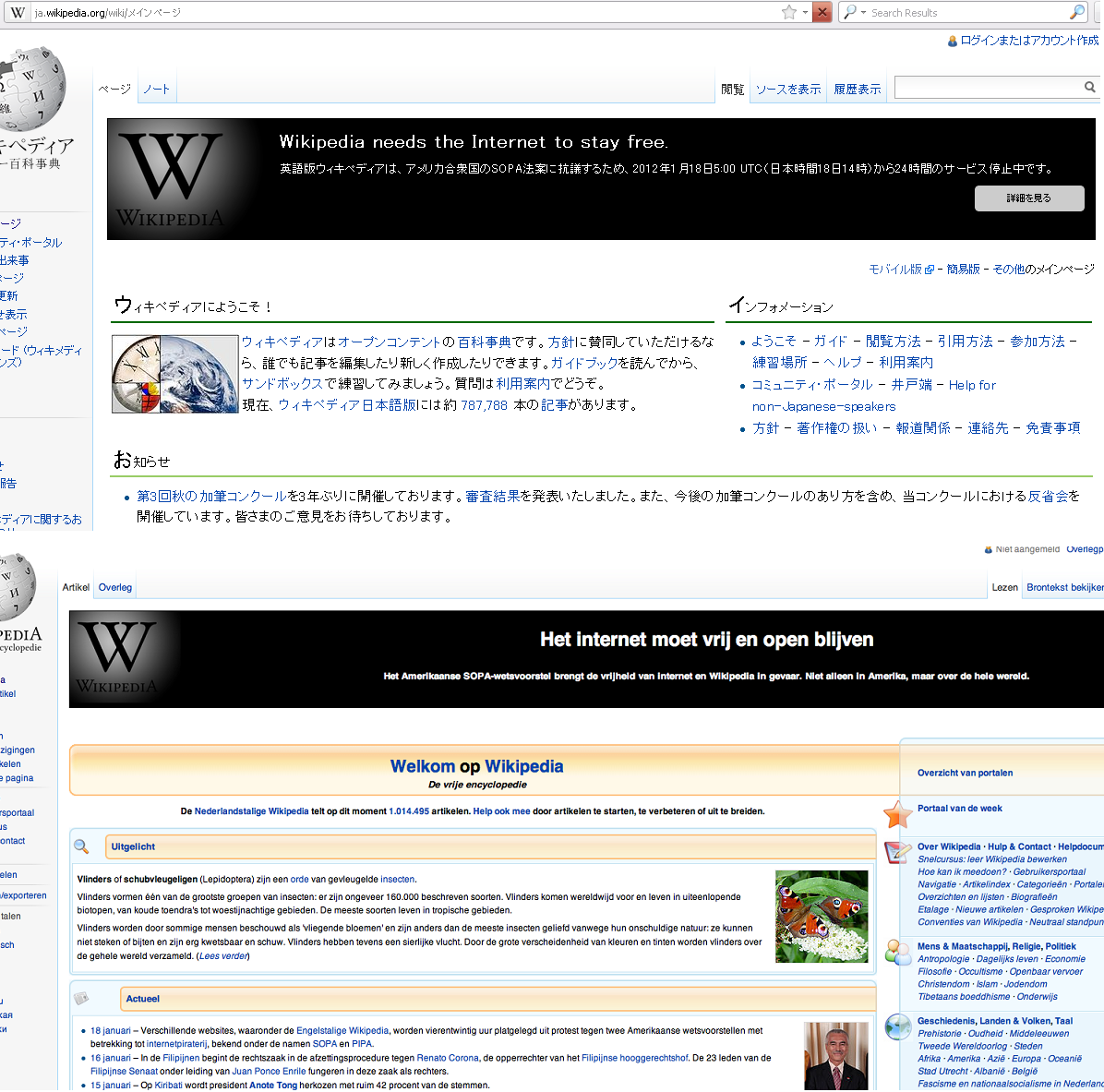
Pages principales des Wikipédia en japonais et en néerlandais le 18 janvier 2012, affichant leur soutien envers la protestation de Wikipédia en anglais.